# Salvelinus japonicus
Salvelinus japonicus là một loài cá thuộc họ Salmonidae. Nó là loài đặc hữu của Nhật Bản.

## Hình ảnh

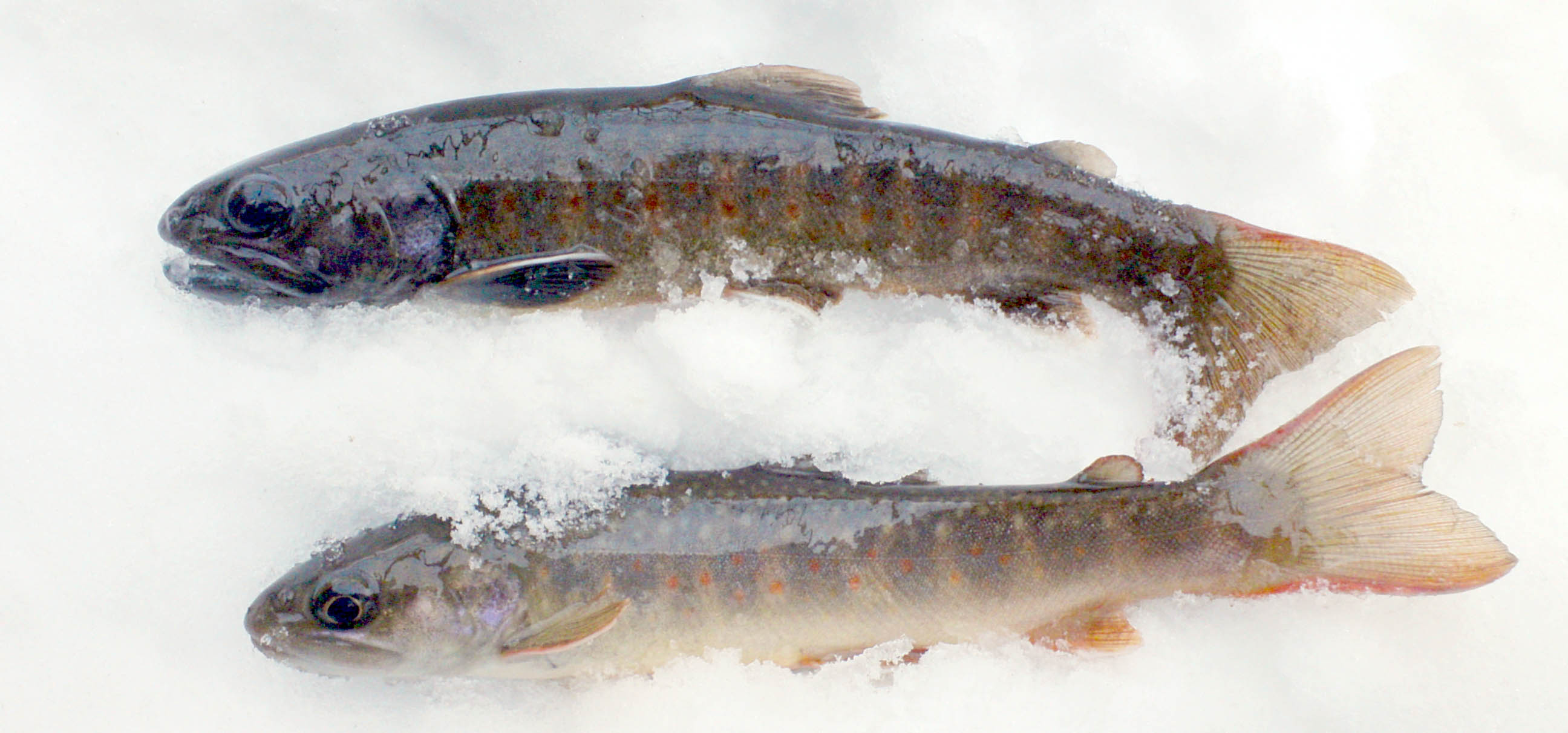